# Emilio Palma
Emilio Marcos Palma (Antarctica, 7 januari 1978) is de eerste persoon van wie bekend is dat hij is geboren op het continent Antarctica. Hij is ook het meest zuidelijk geboren mens. Zijn geboorte vond plaats in Fortín Sargento Cabral op de Esperanza basis gelegen nabij de top van het Antarctisch Schiereiland. Aangezien zijn ouders Argentijns staatsburgers waren en hij geboren is op een Argentijnse basis, werd hem ogenblikkelijk Argentijns staatsburgerschap toegekend.